# Acaraú
Acaraú est une ville brésilienne de l'État du Ceará. Sa population était estimée à 57 542 habitants en 2010. La municipalité s'étend sur 843 km2.

## Maires
| Période | Période | Identité       | Étiquette | Qualité |
| ------- | ------- | -------------- | --------- | ------- |
| 2009    | 2012    | Pedim do Cleto | PT        |         |